# 36-й Берлинский международный кинофестиваль
36-й Берлинский международный кинофестиваль прошёл с 14 по 25 февраля 1986 года в Западном Берлине.

## Жюри
- Джина Лоллобриджида (председатель жюри)
- Руди Фер
- Линдсей Андерсон
- Август Коппола
- Вернер Грассманн
- Отар Иоселиани
- Норберт Кюккельманн
- Франсуаза Маупин
- Розаура Ревуелтас
- Накои Тогава
- Джерзи Теплиц

## Конкурсная программа
- Люби меня, режиссёр Кей Поллак
- Анна Тристер, режиссёр Леа Пул
- В упор, режиссёр Джеймс Фоули
- Рассвет, режиссёр Миклош Янчо
- Берлинский роман, режиссёр Лилиана Кавани
- Караваджо, режиссёр Дерек Джармен
- Каморра, или Сложное переплетение женских судеб , режиссёр Лина Вертмюллер
- Первые двести лет моей жизни, режиссёр Дьюла Маар
- Побег на Север, режиссёр Ингемо Энгстрём
- Гильсодом, режиссёр Им Квон Тхэк
- Дом у реки, режиссёр Роланд Грёф
- Дырокол язычника, режиссёр Вольфрам Паулус
- Улыбка ягнёнка, режиссёр Шимон Дотан
- Час звезды, режиссёр Сюзана Амарал
- Мания, режиссёр Гиоргос Панусопулос
- Месса окончена, режиссёр Нанни Моретти
- Мой зять убил мою сестру, режиссёр Жак Руффио
- Шаг вдвоем, режиссёр Дан Пица
- Путешествие молодого композитора, режиссёр Георгий Шенгелая
- Красный поцелуй, режиссёр Вера Бельмон
- Моя дорогая, мой дорогой, режиссёр Эдуард Захариев
- Штамхайм, режиссёр Райнхард Хауфф
- Рыжеволосый Тео, режиссёр Пако Лучио
- Сумятица в мыслях, режиссёр Алан Рудольф
- Копьеносец Гондза, режиссёр Масахиро Синода

## Награды
- Золотой медведь:
- Золотой медведь за лучший короткометражный фильм:
  - Том направляется к бару
- Серебряный Медведь:
  - Караваджо
  - Копьеносец Гондза
- Серебряный медведь за лучшую мужскую роль:
- Тунсел Куртиз — Улыбка ягнёнка
- Серебряный медведь за лучшую женскую роль:
  - Шарлотт Валандре — Красный поцелуй
  - Марселия Карташу — Час звезды
- Серебряный медведь за лучшую режиссёрскую работу:
  - Георгий Шенгелая — Путешествие молодого композитора
- Серебряный медведь за лучший короткометражный фильм:
  - Августа кормит своего ребёнка
- Серебряный медведь - специальный приз жюри
  - Месса окончена
- Серебряный медведь - почётное упоминание:
  - Шаг вдвоем
- Почётное упоминание:
- Почётное упоминание - лучший короткометражный фильм:
  - Конец
- Почётный приз Berlinale Camera Award:
  - Джина Лоллобриджида
  - Джульетта Мазина
  - Сидни Поллак
  - Фред Циннеман
- Детская секция фестиваля: Приз сенатора в честь женщин, молодости и семьи:
  - Бригада бульдозеров
- Детская секция фестиваля: Особое упоминание:
  - Поле битвы Бокучана
- Приз международной ассоциации кинокритиков (ФИПРЕССИ):
- Приз ФИПРЕССИ (конкурсная программа):
  - Штаммхайм
- Приз ФИПРЕССИ (программа «Форум»):
  - Женщина из провинции
  - Шоа
  - Время жить и время умирать
- Приз имени Отто Дибелиуса международного евангелического жюри:
- Приз имени Отто Дибелиуса международного евангелического жюри (конкурсная программа):
  - Сложная интрига с женщинами, переулками и преступлениями
- Приз имени Отто Дибелиуса международного евангелического жюри (программа «Форум»):
  - Официальная версия
  - Приз «Интерфильма» — Один мир
- Приз «Интерфильма» - Один мир (программа «Форум»):
  - Hijos de la guerra fría
- Приз «Интерфильма» - почётное упоминание
  - Hijos de la guerra fría
- Приз Международной Католической организации в области кино (OCIC):
- Приз Международной Католической организации в области кино (конкурсная программа):
  - Час звезды
- Стимулирующий приз Международной Католической организации в области кино:
- Стимулирующий приз Международной Католической организации в области кино (программа «Форум»):
  - Португальское прощание
- Приз Международной Католической организации в области кино - почётное упоминание:
  - Шоа
- Приз Европейской конфедерации художественного кино:
  - Час звезды
  - Месса окончена
  - Сумятица в мыслях
- Награда C.I.D.A.L.C.:
  - Караваджо
- Приз Международного центра фильмов для детей и молодежи (C.I.F.E.J.):
  - Поле битвы Бокучана
- Премия Детского фонда ООН (UNICEF):
  - Бригада бульдозеров
- Премия Детского фонда ООН - особое упоминание:
  - Поле битвы Бокучана
  - Гритта
  - Что у Сеньки было
- Приз Caligari за инновации в Программе молодого кино:
  - Шоа
- Приз Peace Film Award:
  - Период полураспада
- Приз газеты Berliner Morgenpost:
  - Сложная интрига с женщинами, переулками и преступлениями
- Приз газеты Zitty:
  - Период полураспада